# Eduardo Rey Muñoz
Eduardo Rey Muñoz (7 agosto 1957) è un ex calciatore peruviano, di ruolo attaccante.

## Carriera

### Club
Ha giocato nella prima divisione peruviana, che ha anche vinto in tre occasioni (nel 1982, nel 1985 e nel 1987).

### Nazionale
Ha preso parte a due edizioni della Copa América, collezionando 25 presenze e un gol in nazionale dal 1980 al 1989.

## Palmarès

### Club

#### Competizioni nazionali
- Campionato peruviano: 3

Universitario: 1982, 1985, 1987